# Lánczi Éva
Lánczi Éva (eredeti neve: Lederer Éva) (Déry Endréné) (Budapest, 1918. október 18. – Budapest, 1988. február 25.) magyar operaénekes (szoprán).

## Életpályája
Zenei tanulmányait a budapesti Nemzeti Zenedében Medek Annánál, a Zeneművészeti Főiskolán Molnár Imrénél és Ádám Jenőnél végezte. Már főiskolás korában nagy oratóriumok (Haydn: Évszakok) szoprán szólóit énekelte. Fellépett az Állatkerti és a Margitszigeti Szabadtéri Színpadokon. 1945–1946 között a Szegedi Nemzeti Színház operatársulatának ösztöndíjasa, 1946–1949 között magánénekese volt. 1949–1975 között a Magyar Állami Operaház kórusának tagja volt.
Sírja a Farkasréti temetőben látogatható (37/1-7-46).

## Színházi szerepei
A Színházi Adattárban regisztrált bemutatóinak száma: 4.
- Lehár Ferenc: A víg özvegy....Olga
- Schubert-Berté: Három a kislány....Édi
- Wagner: Tannhauser....Pásztorfiú
- Verdi: A trubadúr....Inez